# Barzy-en-Thiérache
Barzy-en-Thiérache est une commune française située dans le département de l'Aisne en région Hauts-de-France.

## Géographie
Ce village est situé à 3,5 km de Le Nouvion-en-Thiérache sur la Sambre.
La commune comprend les hameaux de la Haye-Long-Pré et de la Justice.

### Hydrographie

#### Réseau hydrographique
La commune est traversée par la ligne de partage des eaux entre les bassins hydrographiques Artois-Picardie et Seine-Normandie. Elle est drainée par la rivière Sambre, la Viéville, le ruisseau des Vannois et l'Erresy,.
La rivière Sambre, d'une longueur de 17 km, prend sa source dans la commune de Fontenelle et se jette  dans divers bras de Décharge, confluence du Canal de la Sambre à l'Oise au Bassin d'Alimentation de Fesmy à Rejet-de-Beaulieu, après avoir traversé huit communes.

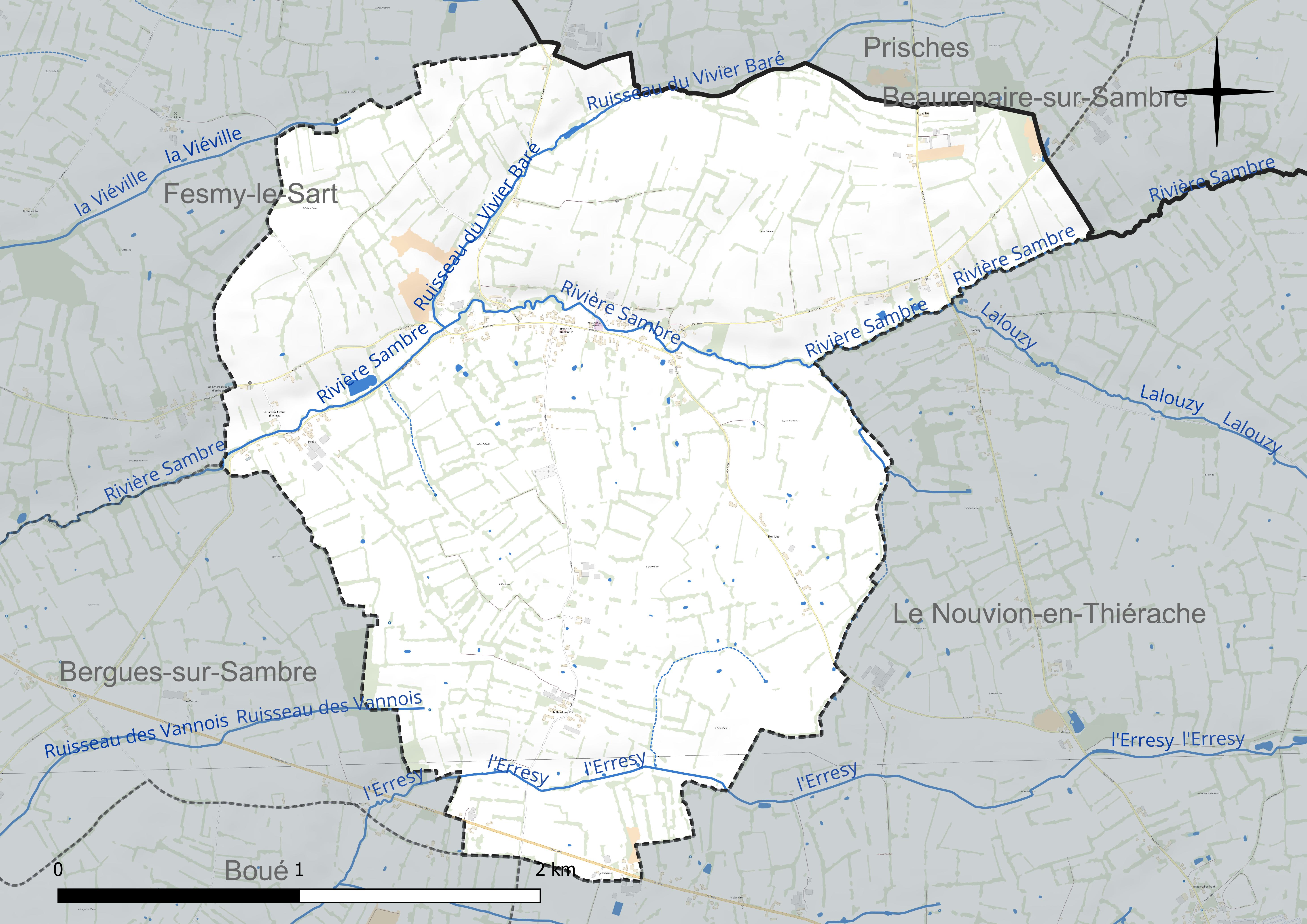
Réseau hydrographique de Barzy-en-Thiérache.

#### Gestion et qualité des eaux
Le territoire communal est couvert par le schéma d'aménagement et de gestion des eaux (SAGE) « Sambre ». Ce document de planification concerne un territoire de 1 253 km2 de superficie, délimité par le bassin versant de la Sambre. Le périmètre a été arrêté le 1er novembre 2003 et le SAGE proprement dit a été approuvé le 21 septembre 2012, puis modifié le 18 août 2022. La structure porteuse de l'élaboration et de la mise en œuvre est le syndicat mixte du Parc naturel régional de l'Avesnois.
La qualité des cours d'eau peut être consultée sur un site dédié géré par les agences de l'eau et l'Agence française pour la biodiversité.

### Climat
Pour des articles plus généraux, voir Climat des Hauts-de-France et Climat de l'Aisne.
En 2010, le climat de la commune est de type climat des marges montargnardes, selon une étude du CNRS s'appuyant sur une série de données couvrant la période 1971-2000. En 2020, Météo-France publie une typologie des climats de la France métropolitaine dans laquelle la commune est exposée à un climat océanique altéré et est dans la région climatique Nord-est du bassin Parisien, caractérisée par un ensoleillement médiocre, une pluviométrie moyenne régulièrement répartie au cours de l'année et un hiver froid (3 °C).
Pour la période 1971-2000, la température annuelle moyenne est de 9,7 °C, avec  une amplitude thermique annuelle de 14,9 °C. Le cumul annuel moyen de précipitations est de 846 mm, avec 13 jours de précipitations en janvier et 9,6 jours en juillet. Pour la période 1991-2020 la température moyenne annuelle observée sur la station météorologique la plus proche, située sur la commune de Saint-Hilaire-sur-Helpe à 15 km à vol d'oiseau, est de 10,5 °C et le cumul annuel moyen de précipitations est de 802,4 mm,. Pour l'avenir, les paramètres climatiques de la commune estimés pour 2050 selon différents scénarios d'émission de gaz à effet de serre sont consultables sur un site dédié publié par Météo-France en novembre 2022.

## Urbanisme

### Typologie
Au 1er janvier 2024, Barzy-en-Thiérache est catégorisée commune rurale à habitat dispersé, selon la nouvelle grille communale de densité à 7 niveaux définie par l'Insee en 2022.
Elle est située hors unité urbaine. Par ailleurs la commune fait partie de l'aire d'attraction du Nouvion-en-Thiérache, dont elle est une commune de la couronne,. Cette aire, qui regroupe 12 communes, est catégorisée dans les aires de moins de 50 000 habitants,.

### Occupation des sols
L'occupation des sols de la commune, telle qu'elle ressort de la base de données européenne d'occupation biophysique des sols Corine Land Cover (CLC), est marquée par l'importance des territoires agricoles (96,8 % en 2018), une proportion identique à celle de 1990 (96,8 %). La répartition détaillée en 2018 est la suivante : 
prairies (96,7 %), zones urbanisées (3,2 %), terres arables (0,1 %).
L'évolution de l'occupation des sols de la commune et de ses infrastructures peut être observée sur les différentes représentations cartographiques du territoire : la carte de Cassini (XVIIIe siècle), la carte d'état-major (1820-1866) et les cartes ou photos aériennes de l'IGN pour la période actuelle (1950 à aujourd'hui).

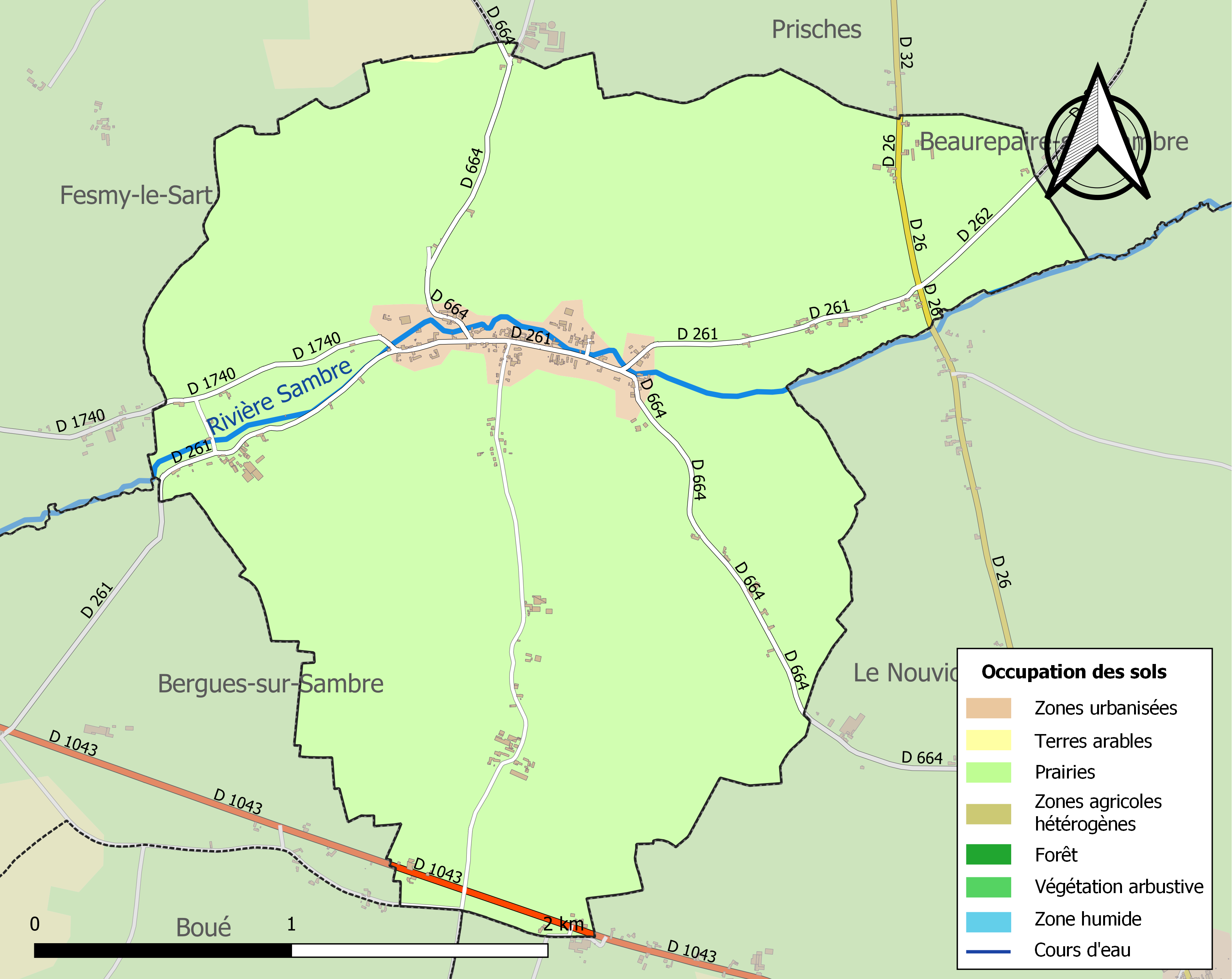
Carte des infrastructures et de l'occupation des sols de la commune en 2018 (CLC).

## Toponymie
- Noms anciens : Villa que dicitur Baisis (1153 - Cart. du chap. de Cambrai, f. 17, Bibl. Imp.), Barisis (1227), Baresis (1229), Barisiacus (1243), Barisi (1246 - Cart. de l'abbaye de Foigny, f. 231, 232, 249, 252), Barzi (1335 - Cart. de la seign. de Guise, f. 189), Barzys (1642 - Chambre du clergé du Diocèse de Laon). En 1956, le nom de la commune Barzy a été modifié pour devenir Barzy-en-Thiérache.
- Trouver l'origine d'un nom n'est souvent pas simple au vu de l'influence successive de langues différentes. Plusieurs hypothèses ont été soulevées. 1ère hypothèse : "Baisis" : La dénomination a donné "baisse" pour un lieu de voisinage. La seconde issue de "Barri" a donné "Barrié" puis "barrière". Ce qui tendrait à démontrer la position frontalière du village avec la Sambre qui le traverse. La partie du village au nord de la Sambre était de l'intendance de Landrecies (Hainaut) ; la partie sud était de l'intendance de Laon et de la seigneurie de Lesquielles (Thiérache-Picardie). 2e hypothèse : A l'instar de nombreuses localités du nord de la France, les lettres finales "is" transformées avec le temps en "i" puis "y", qui signifieraient "propriété de", suivraient le nom d'une personne d'origine germanique.
- La Thiérache est une région naturelle qui regroupe des terroirs de France et de Belgique où l'on retrouve des traits paysagers et architecturaux similaires.

## Histoire

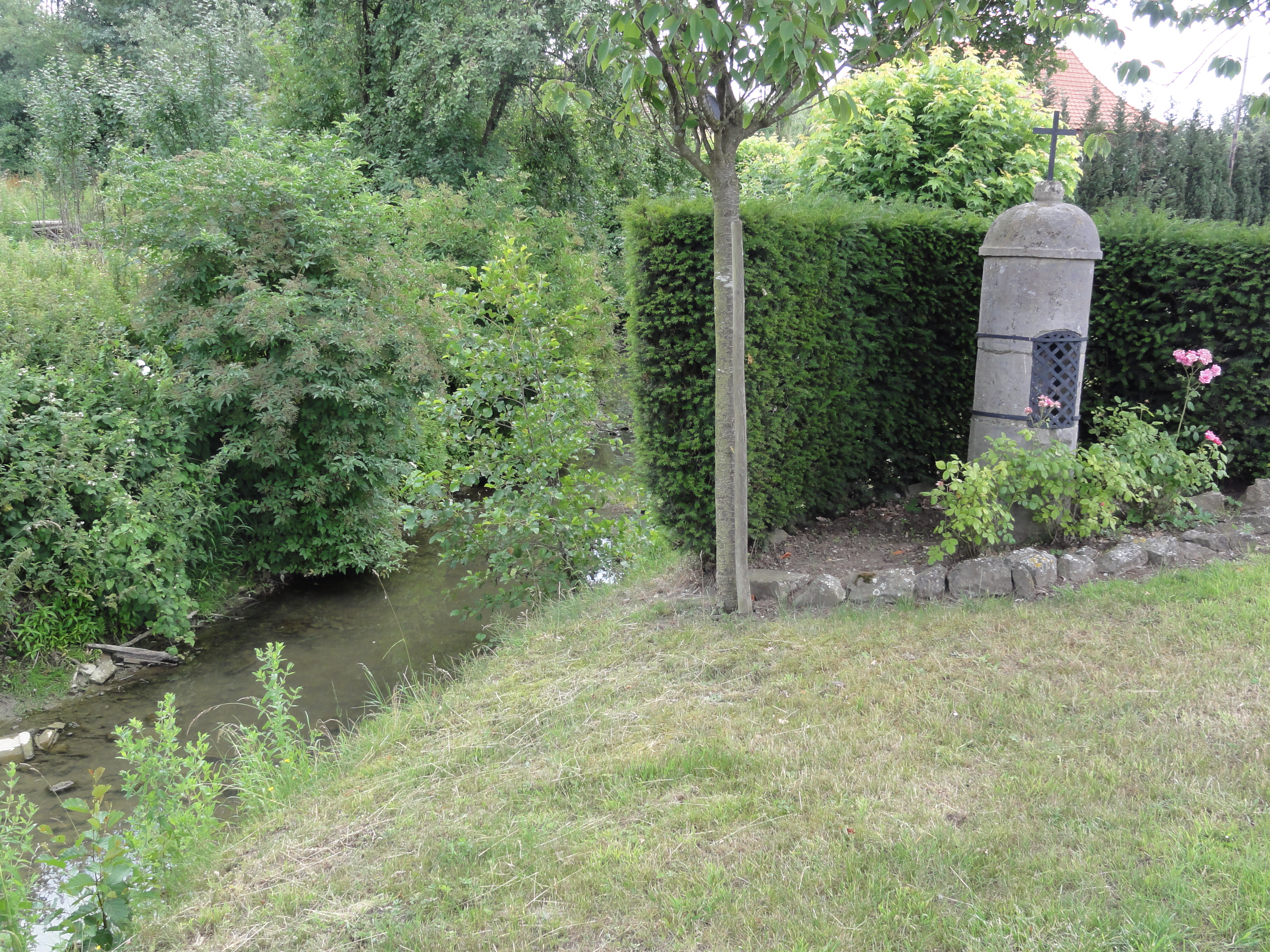
Chapelle au bord de la Sambre.

Le ruisseau de Robissieu ou de Robiseul, autre nom de la Sambre au Moyen Âge, sur lequel est bâti le village de Barzy, formait autrefois la séparation entre la France et le Saint-Empire romain germanique. La moitié de ce village située sur la rive gauche de ce ruisseau était française, et l'autre sur la rive droite dépendait du Hainaut, lui-même faisant partie du Saint-Empire. La terre de Barzy mouvait jadis du duché de Guise. Elle fut longtemps en la possession des seigneurs de Le Nouvion-en-Thiérache. Vers 1660, Jean de Sons était seigneur de Barzy.
Dès le 29 germinal an II (18 avril 1794), l'armée autrichienne envahit le village en faisant les victimes suivantes, relevées dans l'état-civil de cette commune:
- Denis Joseph Lefevre, laboureur, décédé le 29 germinal an II[19].
- Thomas Roch Blanchart, ménager, décédé le 29 prairial an II[19].
- Joseph Alexandre Lecher, laboureur, décédé "lors de l'invasion"[19].
- Jacques Rabonneau, cabaretier, le 30 germinal an II[19].
- Louis Alexandre Lefevre, manouvrier, le 2 floréal an II[19].
- Denis Lefevre, enfant mineur, le 2 floréal an II[19].
- Denis Joseph Duchene, laboureur, le 3 floréal an II[19].

À la fin de la Première Guerre mondiale, le 5 novembre 1918, l'avancée des troupes françaises et anglaises est stoppée dans un bain de sang à 500 mètres du village (25 soldats tués et 2 civils). Le 6 au matin, après un violent bombardement français, le 73e régiment d'infanterie et le 59e tirailleurs algériens délivrent la commune à 5 h 30 du matin et libérèrent près d'un millier d'habitants et réfugiés. Pour ces faits, le village a été décoré de la Croix de guerre 1914-1918.

## Politique et administration

### Découpage territorial
La commune de Barzy-en-Thiérache est membre de la communauté de communes de la Thiérache du Centre, un établissement public de coopération intercommunale (EPCI) à fiscalité propre créé le 31 décembre 1992 dont le siège est à La Capelle. Ce dernier est par ailleurs membre d'autres groupements intercommunaux.
Sur le plan administratif, elle est rattachée à l'arrondissement de Vervins, au département de l'Aisne et à la région Hauts-de-France. Sur le plan électoral, elle dépend du  canton de Guise pour l'élection des conseillers départementaux, depuis le redécoupage cantonal de 2014 entré en vigueur en 2015, et de la troisième circonscription de l'Aisne  pour les élections législatives, depuis le dernier découpage électoral de 2010.

### Administration municipale
| Période                                  | Période                       | Identité | Étiquette | Qualité |
| ---------------------------------------- | ----------------------------- | --- | --------- | --- |
| Les données manquantes sont à compléter. |                               | |           | |
| 1818                                     | 1835                          | Honoré Magloire Lebeau dit "Magloire" (3 octobre 1775 à Barzy-en-Thiérache - 28 juin 1835 à Barzy-en-Thiérache) |           | Capitaine de la Garde impériale Participe aux guerres de la Révolution jusqu'à Waterloo Officier de la Légion d'honneur |
| 1835                                     | 17 octobre 1844               | Nicolas Joseph Désiré Leveau (20 octobre 1779 à Barzy-en-Thiérache - 16 décembre 1862 à Barzy-en-Thiérache)     |           | |
| 17 octobre 1844                          | 10 septembre 1848             | Jean Baptiste Moreau-Saladin (vers 1797 à Le Nouvion-en-Thiérache - 13 avril 1880 à Rainsars)                   |           | |
| 10 septembre 1848                        | août 1855                     | Célestin Joseph Hecq (18 juin 1791 à Barzy-en-Thiérache - 21 mai 1855 à Barzy-en-Thiérache)                     |           | |
| août 1855                                | août 1860                     | Louis Ghislain Locqueneux-Huget (4 mars 1816 à Barzy-en-Thiérache - 6 août 1887 à Barzy-en-Thiérache)           |           | |
| août 1860                                | mai 1867                      | Régis Clément Pilloy (29 août 1816 à Oisy - 9 juin 1867 à Barzy-en-Thiérache)                                   |           | Entrepreneur de travaux publics                                                                                         |
| mai 1867                                 | 5 janvier 1875                | Jules Orfosse Hecq (28 janvier 1820 à Barzy-en-Thiérache - 10 janvier 1893 à Barzy-en-Thiérache)                |           | |
| 5 janvier 1875                           | 8 octobre 1876                | Magloire Joseph Evrard-Wattier (19 avril 1842 à Barzy-en-Thiérache - )                                          |           | |
| 8 octobre 1876                           | 20 janvier 1878               | Zéphirin Joseph Déhen-Fournier (20 décembre 1812 à Barzy-en-Thiérache - 3 novembre 1877 à Barzy-en-Thiérache)   |           | |
| 20 janvier 1878                          | 20 mai 1888                   | Louis Joseph Leclerc-Huget (15 janvier 1839 à Origny-en-Thiérache - 25 mai 1910 à Barzy-en-Thiérache)           |           | Instituteur public |
| 20 mai 1888                              | 17 mai 1908                   | Léon Duchesne (28 août 1848 à Barzy-en-Thiérache - 6 décembre 1916 à Barzy-en-Thiérache)                        |           | |
| 17 mai 1908                              | 10 décembre 1919              | Anthime Lecher                                                                                                  |           | |
| 10 décembre 1919                         | 19 mai 1929                   | Henri Méis |           | |
| 19 mai 1929                              | 19 mai 1935                   | Henri Blanchart                                                                                                 |           | |
| 19 mai 1935                              |                               | Henri Blanchart                                                                                                 |           | |
| mars 1971                                | août 1991                     | Gaston Moreau                                                                                                   |           | |
| juin 1995                                | 1997                          | Raymond Petit                                                                                                   |           | |
| 1997                                     | mars 2012                     | Jean-Pierre Canonne                                                                                             | DVG       | Comptable retraité Décédé en fonction                                                                                   |
| juin 2012                                | En cours (au 2 décembre 2021) | Pierre-Marie Tellier                                                                                            | SE        | Préparateur en pharmacie retraité Réélu pour le mandat 2020-2026,                                                       |

.

## Démographie
L'évolution du nombre d'habitants est connue à travers les recensements de la population effectués dans la commune depuis 1793. Pour les communes de moins de 10 000 habitants, une enquête de recensement portant sur toute la population est réalisée tous les cinq ans, les populations de référence des années intermédiaires étant quant à elles estimées par interpolation ou extrapolation. Pour la commune, le premier recensement exhaustif entrant dans le cadre du nouveau dispositif a été réalisé en 2005.

En 2022, la commune comptait 317 habitants, en évolution de −2,46 % par rapport à 2016 (Aisne : −1,97 %, France hors Mayotte : +2,11 %).
| 1793 | 1800 | 1806 | 1821 | 1831 | 1836 | 1841 | 1846 | 1851 |
| ---- | ---- | ---- | ---- | ---- | ---- | ---- | ---- | ---- |
| 560  | 536  | 509  | 570  | 494  | 584  | 606  | 596  | 574  |

| 1856 | 1861 | 1866 | 1872 | 1876 | 1881 | 1886 | 1891 | 1896 |
| ---- | ---- | ---- | ---- | ---- | ---- | ---- | ---- | ---- |
| 575  | 550  | 533  | 468  | 511  | 512  | 506  | 493  | 505  |

| 1901 | 1906 | 1911 | 1921 | 1926 | 1931 | 1936 | 1946 | 1954 |
| ---- | ---- | ---- | ---- | ---- | ---- | ---- | ---- | ---- |
| 494  | 499  | 497  | 433  | 417  | 418  | 400  | 407  | 389  |

| 1962 | 1968 | 1975 | 1982 | 1990 | 1999 | 2005 | 2006 | 2010 |
| ---- | ---- | ---- | ---- | ---- | ---- | ---- | ---- | ---- |
| 413  | 405  | 335  | 317  | 308  | 313  | 304  | 300  | 306  |

| 2015 | 2020 | 2022 | - | - | - | - | - | - |
| ---- | ---- | ---- | - | - | - | - | - | - |
| 322  | 320  | 317  | - | - | - | - | - | - |

## Culture locale et patrimoine

### Lieux et monuments

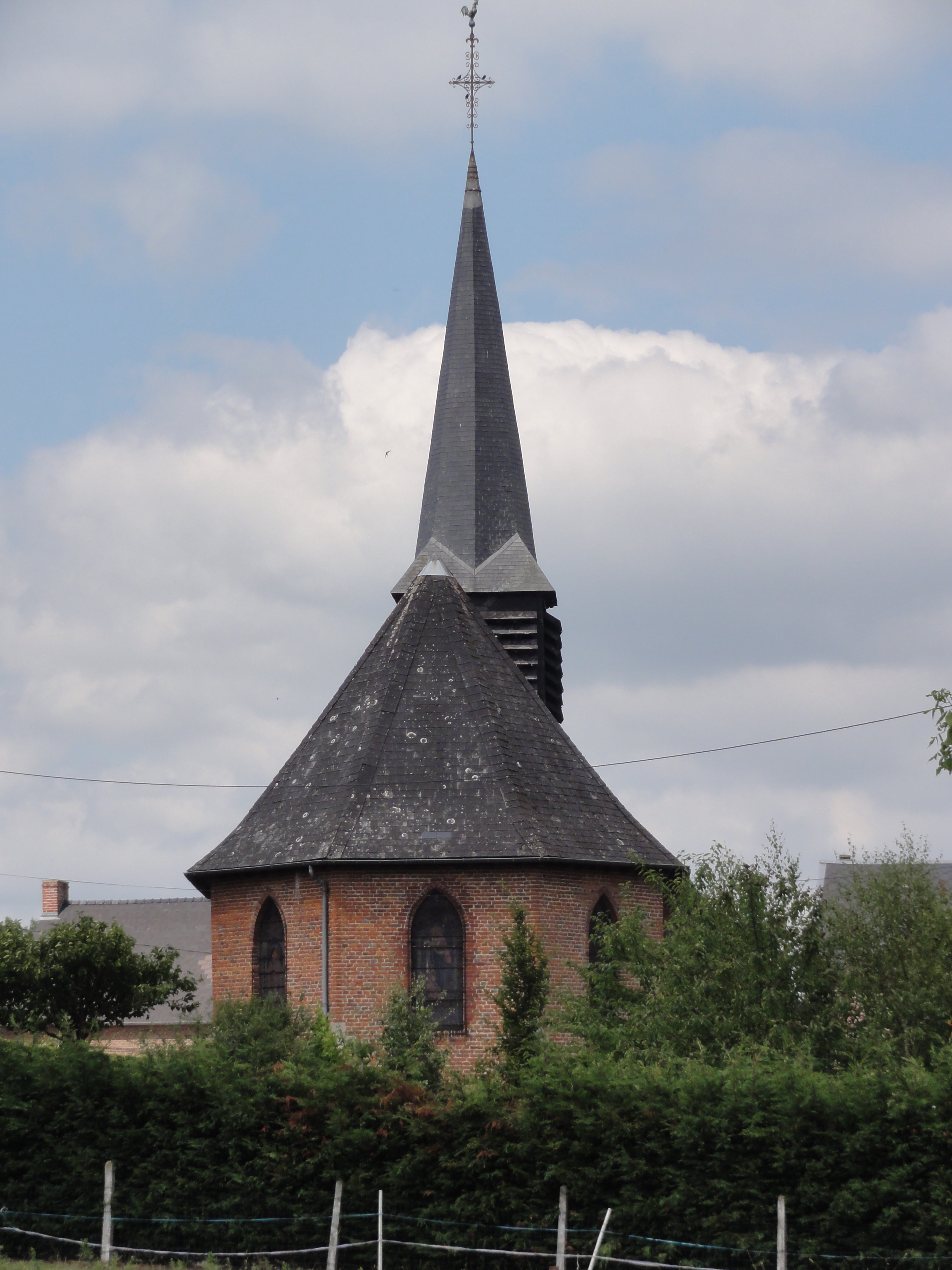
L'église de l'Assomption.
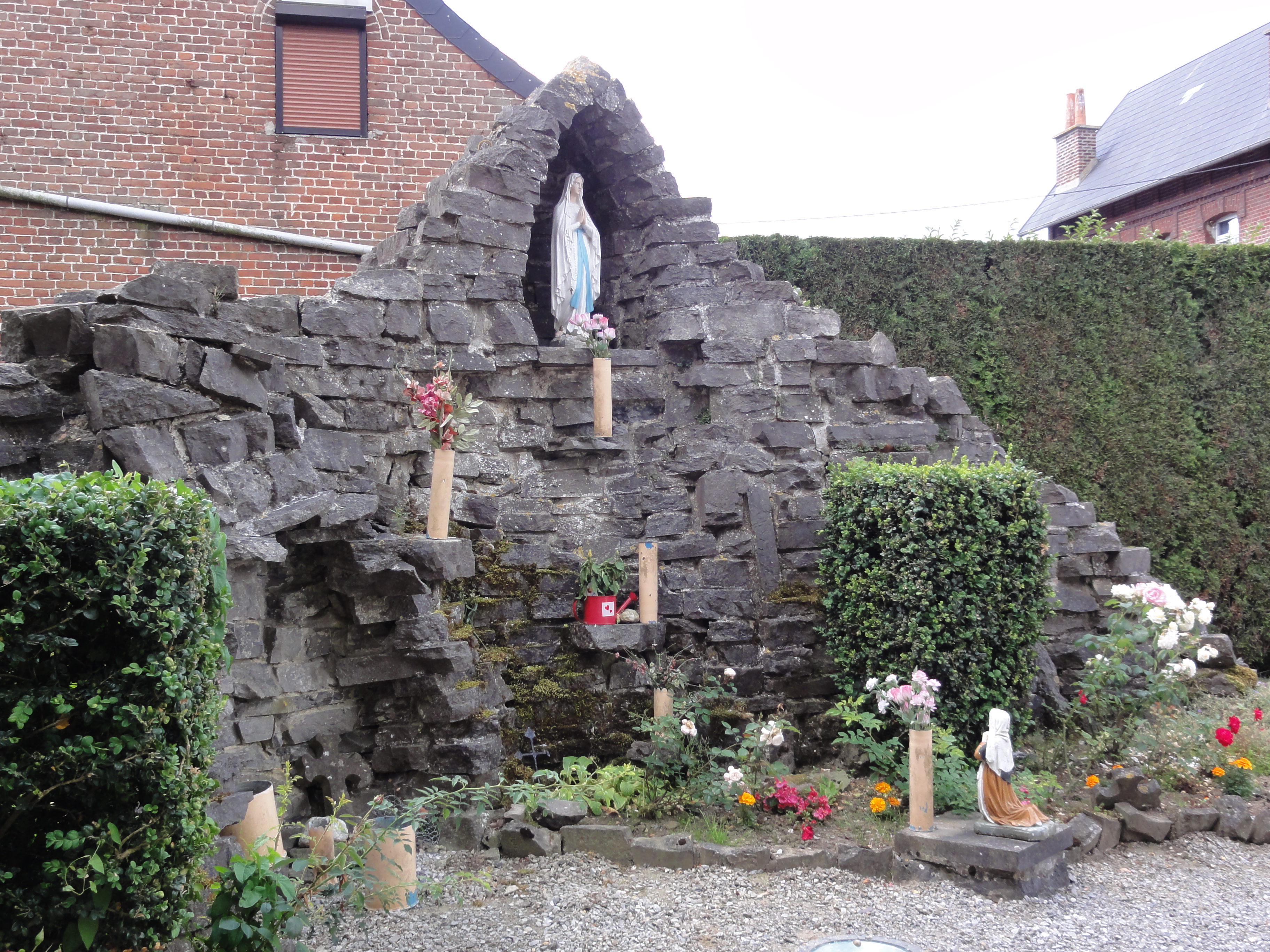
Grotte de Lourdes.
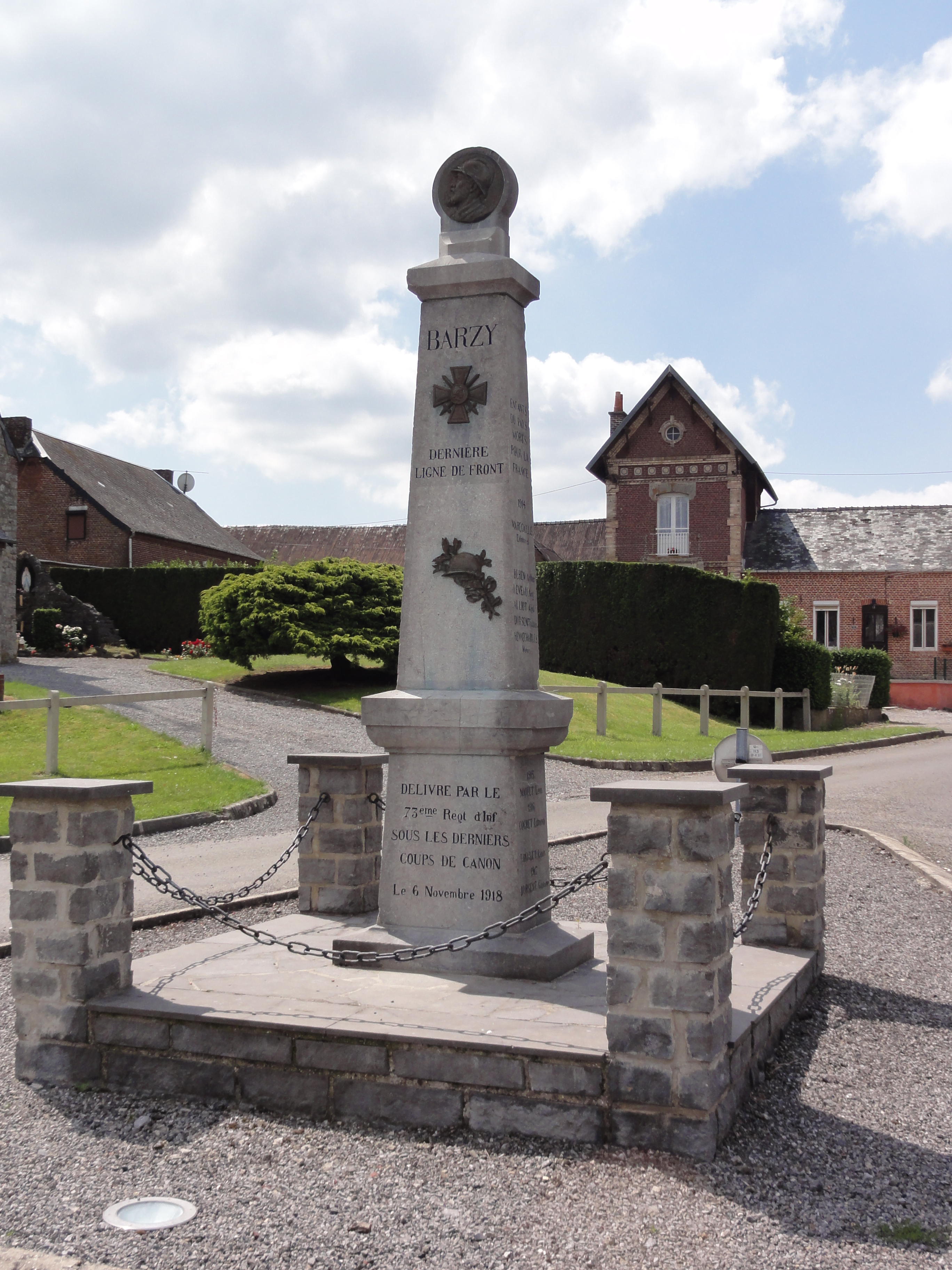
Le monument aux morts.
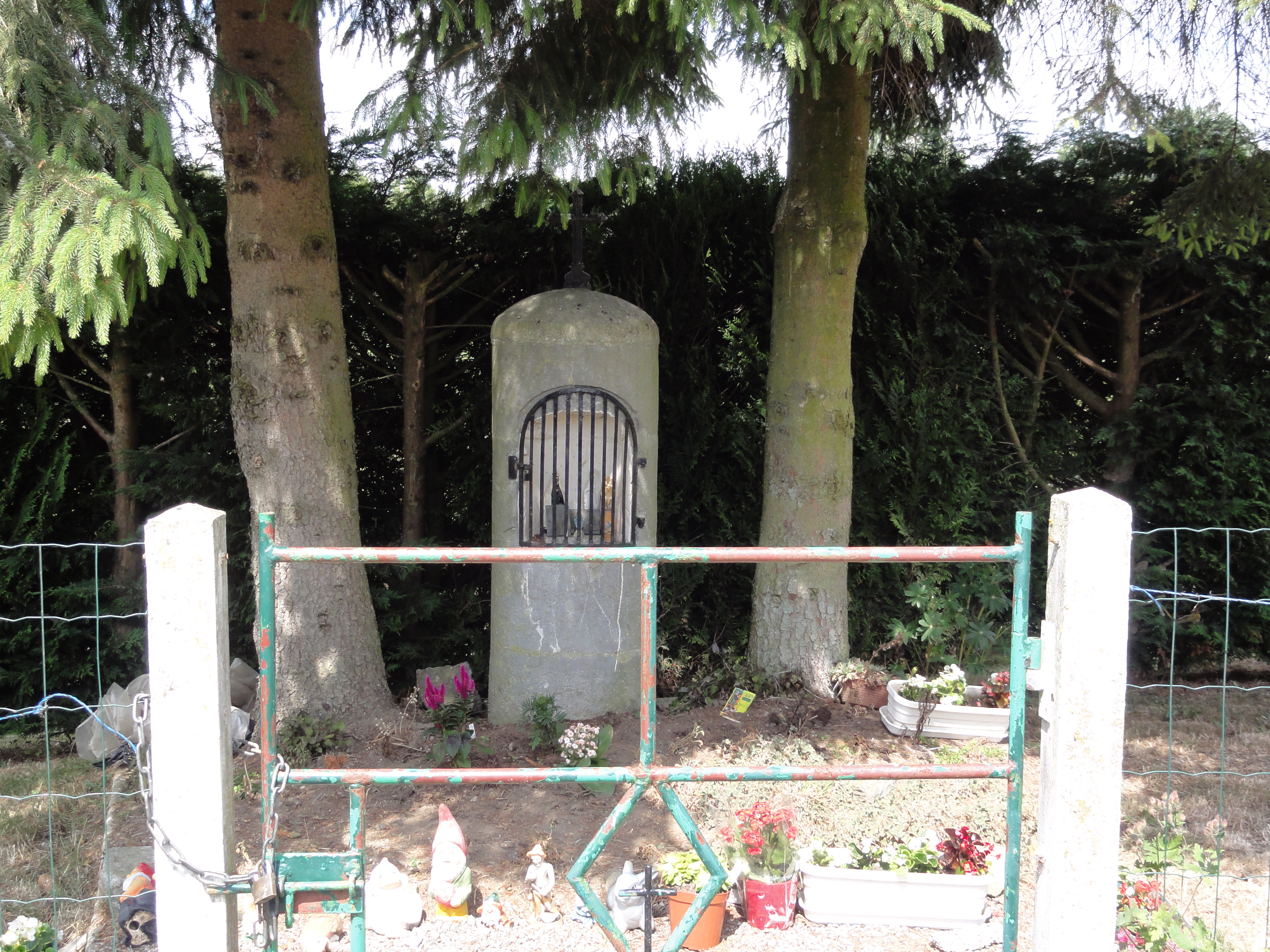
Chapelle décorée.
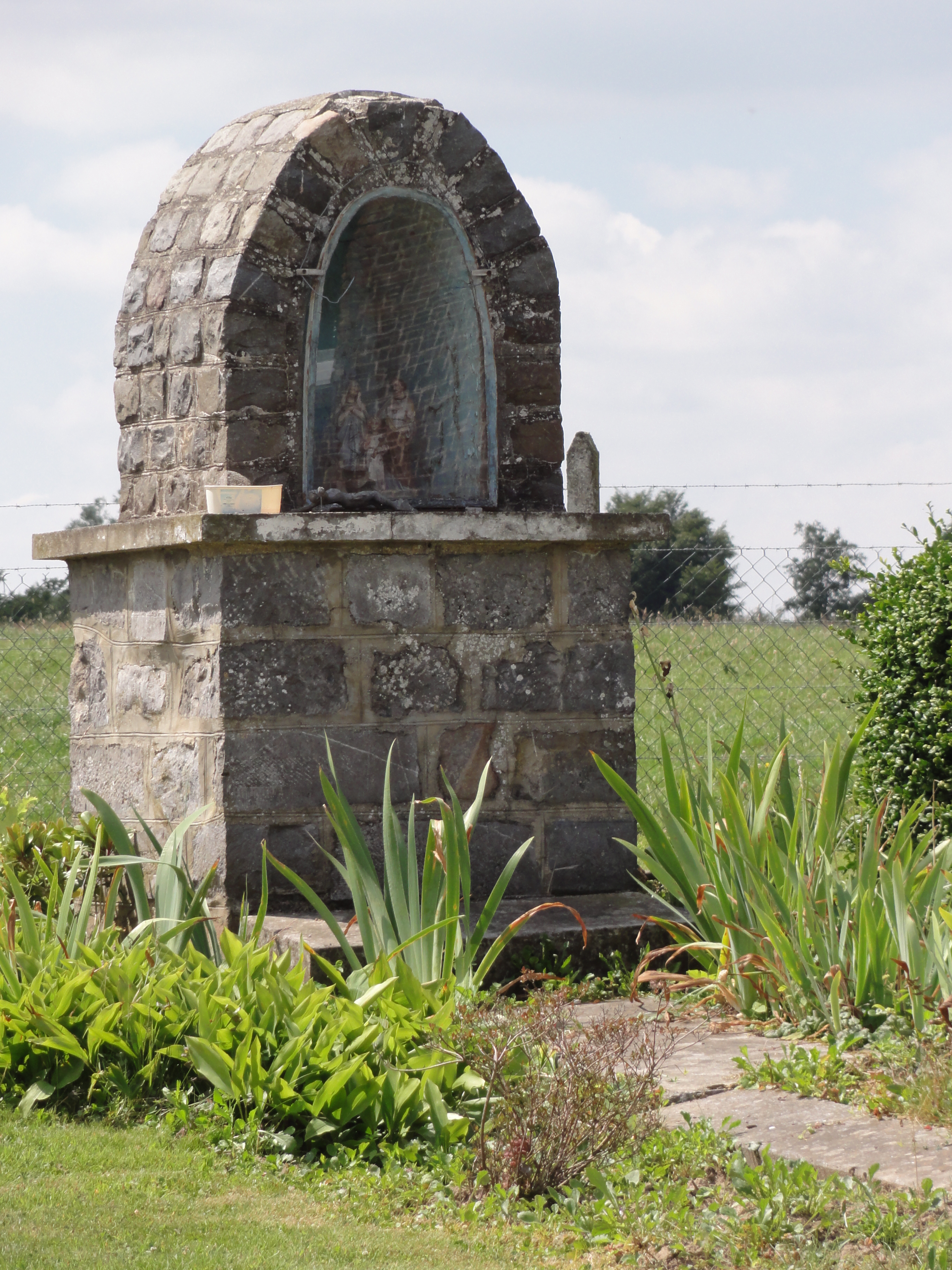
Chapelle au lieu-dit Mon-Idée.
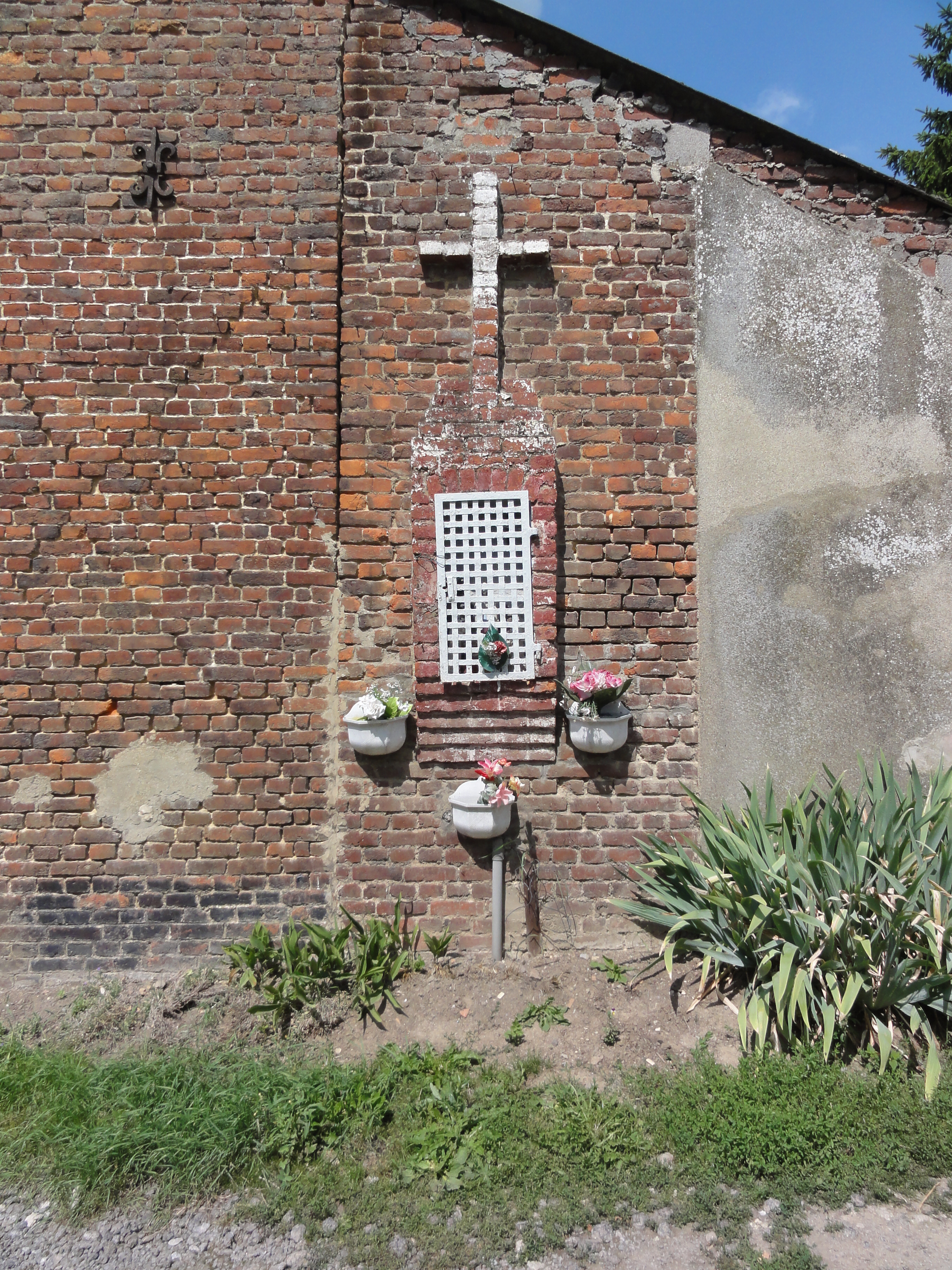
Chapelle-Niche au lieu-dit Pas-de-Vache.

- Église Notre-Dame-de-l'Assomption.
- Le monument aux morts de la commune, œuvre de Coulon, marbrier au Nouvion-en-Thiérache, 1920-1921. Le monument mentionne, en plus des victimes du village, la participation des tirailleurs algériens tombés pour délivrer la commune. Un deuxième monument aux morts existe au cimetière, avec une différence de trois noms dont on n'a pas pu se mettre d'accord.
- Des fermes avec leur architecture de grès et leur positionnement typique au village.
- Quelques chapelles-oratoires dans le bourg et ses hameaux.
- Oratoire Sainte-Marie (photo de l'oratoire) : il a été réalisé en 1989, dans le respect du genre, par les établissements Walqueman de Hon-Hergies, pour une famille dans la propriété de laquelle il se trouve[31].
- Oratoire Vierge de l'Assomption : il a été érigé en 1724 par des paroissiens nommés Courbe et Chimot[31].

### Personnalités liées à la commune
Sous l'Empire, Honoré Magloire Lebeau dit "Magloire" (3 octobre 1775 à Barzy-en-Thiérache - 28 juin 1835 à Barzy-en-Thiérache) se distingue. Capitaine  de la garde impériale, il participe aux guerres de la révolution jusqu'à Waterloo. Officier de la  légion d'honneur, il sera maire de Barzy de 1818 à 1835.

### Héraldique
| Blason de Barzy-en-Thiérache | Blason  | Coupé d'un chevronné d'or et de sable, et d'un parti d'argent à trois lions de gueules, et de France ; à la fasce ondée de sinople frettée de gueules* brochant sur le coupé. Ornements extérieursCroix de guerre 1914-1918 |
| Blason de Barzy-en-Thiérache | Détails | * Il y a là non-respect de la règle de contrariété des couleurs : ces armes sont fautives (gueules sur sinople). Le statut officiel du blason reste à déterminer.                                                           |

## Pour approfondir